# Juan Martínez Téllez de los Ríos
Juan Martínez Téllez de los Ríos (Colmenar Viejo, Corona de Castilla, Monarquía Hispánica c. 1590-Santiago de Guatemala 9 de febrero de 1657) fue un capitán de los reales ejércitos que participó en la defensa del Callao (en el Virreinato del Perú) en 1624 y que ejerció como escribano mayor del cabildo de la ciudad de Santiago de Guatemala (de 1631 a 1637), procurador general del reino por el ayuntamiento de dicha ciudad (de 1639 a 1642), y alcalde mayor de San Salvador (desde 1647 a 1650).

## Biografía
Juan Martínez Téllez de los Ríos nació por la década de 1590 en la villa de Colmenar Viejo de la Corona de Castilla de la Monarquía Hispánica, siendo hijo de Juan Martínez de Madrid y Ríos y de Catalina Téllez.
Se trasladaría al continente americano por el año de 1618. En mayo de 1624 participó como capitán de su propio navío en la defensa del puerto El Callao (del Virreinato del Perú) que estaba siendo atacado por piratas holandeses dirigidos por Jacques L’Hermite, asimismo el virrey del Perú Diego Fernández de Córdoba le comisionaría para que diese aviso al puerto El Realejo (en la gobernación de Nicaragua) para que estuviesen preparados ante cualquier imprevisto.
Se quedaría sirviendo a las órdenes del maestre de campo y corregidor del puerto de Paita Sebastián Ruiz de Castro por tres meses; luego sería teniente general de gobernador de la provincia de Nicaragua, y se encargaría de arreglar las partidas contables de la caja real de dicha provincia, y de sofocar un motín en el corregimiento de El Viejo y en la ciudad de Nueva Segovia. Asimismo, el 19 de diciembre de ese año de 1624, sería nombrado procurador de número de la Real audiencia de Guatemala.
Desde 1631 hasta 1637 ejercería como escribano público del número, diputación, alcabalas y mayor del cabildo de la ciudad de Santiago de Guatemala. Además, se dedicaría al comercio entre España y América, y con ello se daría fianzas a funcionarios recién nombrados para el gobierno de las provincias, así el 4 de julio de 1631 otorgó una fianza al escribano real Francisco de Santos (que había sido nombrado por el presidente-gobernador y capitán general de Guatemala Diego de Acuña como justicia mayor del corregimiento de Acasaguastlán mientras se esperaba al nuevo corregidor nombrado por el monarca español), y el 15 de noviembre daría una fianza al recién nombrado corregidor de Monimbó (en la provincia de Nicaragua) Francisco de Balcárcel; dichas fianzas debían ser aprobadas por los oficiales de las cajas reales de Guatemala para que dichos funcionarios pudiesen tomar posesión de su cargo.
El 20 de octubre de 1632 Ana de Ubois (Dubois) y Salazar (viuda del escribano de cámara Cristóbal de Escobar) le otorgaría un poder para que la representase en todos sus asuntos, esa relación culminaría con el matrimonio de ambos el 21 de diciembre de ese año en la iglesia El Sagrario de Santiago de Guatemala; de dicha unión nacería su única hija Juana Téllez de Salazar quién nació el 24 de junio de 1635.
En 1639 el ayuntamiento de la ciudad de Santiago de Guatemala lo nombraría como su procurador general (siendo a su vez el último al que se le confirió dicho cargo), por lo que ese mismo año se trasladó a España, donde lograría que el rey emitiera varias cédulas que arreglaban procedimientos impuestos por la real audiencia que afectaban la labor del cabildo guatemalteco, asimismo logró que se le concediese usar y ejercer el cargo de escribano mayor por teniente y ser poseedor de dos esclavos.
El 15 de febrero de 1640 presentaría una relación de méritos ante el concejo de Indias, en el que pedía al rey que se le hiciera merced de algún cargo en el continente americano. Por otro lado, el 4 de octubre de ese mismo año fallecería su esposa Ana de Ubois, por lo que su hija quedó al cuidado del regidor de Santiago de Guatemala Miguel de Matheo hasta el fallecimiento de este, quedando entonces bajo el cuidado del capitán Pedro de Nájera hasta el regreso de Juan Martínez Téllez en 1643.
El 12 de diciembre de 1642 el rey Felipe IV lo designaría como alcalde mayor de San Salvador, así como también ordenaba a la real audiencia guatemalteca que no enviase jueces de comisión durante su administración como alcalde mayor.
El 23 de marzo de 1643 se embarcaría hacia el continente americano en compañía de tres criados; pero debido a que en la alcaldía mayor de San Salvador ya se encontraba fungiendo para cinco años (desde enero de 1642) Antonio Justiniano Chavarri, será hasta el 2 de mayo de 1647 cuando la real audiencia aprobaría lo mandado por el rey y tomase posesión de su cargo.
El 20 de octubre de 1648 el rey dispuso por real cédula que todos los alcaldes mayores nombrados por el monarca podían ejercer las tenencias de gobernador y capitán general si el caso así lo ameritaba; debido al peligro que representaba la piratería, todos los alcaldes mayores de San Salvador desde Juan Martínez Téllez hasta la creación de la Intendencia de San Salvador (en 1786) llevaron también el título de teniente de capitán general.
Ejercería el cargo de alcalde mayor hasta el año de 1652, se asentaría en la ciudad de Guatemala, donde continuaría ejerciendo como escribano mayor, y donde posteriormente en enero de 1653 sería nombrado familiar del Santo Oficio.
Falleció el 9 de febrero de 1657, dejando un testamento cerrado que realizó ante el escribano público Luis de Andino Lozano el 8 de julio de 1655 y al que se le había otorgado un codicilo cerrado el 8 de febrero de 1657.